# Liste der Bischöfe von Todi
Die folgenden Personen waren Bischöfe von Todi (Italien):
- Heiliger Terentianus (?–circa 138)
- Heiliger Esuperanzius (2. Jh.)
- Heiliger Ponzianus (?–302)
- Heiliger Cassianus (?–304)
- Agatone I. (431)
- Cresconius (497)
- Heiliger Callistus (?–528)
- Heiliger Fortunatus  (528–537)
- Sabinian (593)
- Lorenz I. (649)
- Bonifatius I. (680)
- Nicolò I. (743)
- Teofilatto (787 e 794)
- Johannes I. (826)
- Agatone II. (853)
- Ilderico (861–871)
- Uberto oder Albert (886)
- Ambrogio (931)
- Gregor (?)[1] (963)[2]
- Johannes II. (1015)
- Gregor II. (1037)
- Arduino (1050–1059)
- Rodolf (1068–1074)
- Guinardo (1093)
- Ottone (1109–1144)
- Graziano (1144–1179)
- Rustico (1179–1218)
- Bonifatius II. (1219–1235)
- Giacomo Ghezzi (1238–circa 1250)
- Giacomo degli Atti (circa 1250–1252)
- Pietro Gaetano (1252–1276) (dann Bischof von Anagni)
- Bentivenga de Bentivenghi OFM (1276–1278) (dann Bischof von Albano)
- Angelario de Bentivenghi OFM (1278–1285)
- Nicolò II. (1285–1289)
- Enrico (1289–1292 ?)
- Nicolò Armati (1292–1326)
- Ranuccio degli Atti (1326–1356)
- Andrea de Aptis OSA (1356–1373) (dann Bischof von Brescia)
- Stefano Palosti de Verayneris (1373–1395)
- Antonio Calvi (1395–1405)
- Guglielmo Dallavigna OSB (1405–1407)
- Francesco de Aiello (1407–1424) (dann Erzbischof von Bari)
- Angelo Scardeoni OSA (1425–1428)
- Antonio (1429–1434)
- Germanico (1434–1435)
- Bartolomeo Aglioni (1436–1472)
- Costantino Eroli (1472–1474) (dann Bischof von Spoleto)
- Francesco Mascardi (1474–1499)
- Basilio Mascardi (1499–circa 1517)
- Alderico Billioti (1517–1523) 
  - Paolo Emilio Cesi (1523–1523) (Kardinal, Apostolischer Administrator)
- Federico Cesi (1523–1545)
- Giovanni Andrea Cesi (1545–1566)
- Angelo Cesi (1566–1606)
- Marcello Lante della Rovere (1606–1625)
- Lodovico Cinci (1625–1638)
- Ulderico Carpegna (1638–1643)
- Giovanni Battista Altieri der Jüngere (1643–1654)
- Gerolamo Lomellini (1654–1656)
- Pier Maria Bichi OSBOliv (1658–1673) (dann Bischof von Soana)
- Giuseppe Pianetti (1673–1709)
- Filippo Antonio Gualtiero (1709–1714)
- Ludovico Anselmo Gualterio (1715–1746)
- Gerolamo Formagliari (1746–1760)
- Francesco Maria Pasini (1760–1773)
- Tommaso Struzzi (1775–1780)
- Giovanni Lotrecchi (1780–1800)
- Francesco Maria Cioja (1800–1805)
- Francesco Maria Gazzoli (1805–1848)
- Nicola Rossi (1848–?)
- Giovanni Rosati (1855–?)
- Eugenio Luzzi (1882–?)
- Giulio Boschi (1888–1895) (dann Bischof von Senigallia)
- Giuseppe Ridolfi (1895–1906)
- Giovanni Graziani (1906–1915)
- Luigi Zaffarami (1915–1933)
- Alfonso Maria de Sanctis (1933–1959)
- Antonio Fustella (1960–1967) (dann Bischof von Saluzzo)
- Virginio Dondeo (1972–1974)
- Decio Lucio Grandoni (1974–1986) (dann Bischof von Orvieto-Todi)